# Martin Kesici
Martin Kesici (né le 29 avril 1973 à Berlin) est un rockeur et animateur radio allemand. En 2003, il remporte l'édition allemande de Star Search.

## Biographie
Son père est Turc, sa mère Allemande. En 1994, il est chanteur et guitariste dans "Enrichment", un groupe de hard rock. En 2003, il devient connu en remportant une émission de télé-crochet et un contrat de deux ans avec Universal. Le single Angel of Berlin, premier extrait du futur album EM KAY, devient peu après numéro un des ventes. Par la suite, ses chansons reviennent vers le hard rock. En 2005, les organisateurs du Wacken Open Air l'invitent au festival, mais le public le hue. Il sort un single Leaving You for Me  en duo avec Tarja Turunen, l'ancienne chanteuse de Nightwish. Il fait aussi une collaboration avec Die Fantastischen Vier, à l'insu du groupe qui refuse d'être avec un artiste de télé-crochet.
Kesici fait aussi de l'animation à la radio en présentant du hard rock. En 2006, il publie un autre album, dont est issu le titre Save Mequi fait partie de la bande originale du jeu vidéo Übersoldier. En 2009, il publie un livre revenant sur son expérience à la télévision avec le vainqueur de Popstars, Markus Grimm. En 2010, il est présent dans un reality-show sur RTL 2, Solitary. En 2011, il participe à l'édition allemande de Fort Boyard et est animateur sur Star FM seulement le mois de janvier. Le mois suivant, on annonce qu'il composera Goodbye, une chanson pour un candidat pour représenter l'Arménie au Concours Eurovision de la chanson 2011.
Depuis 2011, Kesici est le chanteur du groupe "The Core" qui publie son premier album au mois d'août 2011. Il fait une figuration dans le film Montrak – Meister der Vampire avec Sven Pippig. En janvier 2012, il participe à l'édition allemande de I'm a Celebrity... Get Me Out of Here! puis une autre organisant des matchs de boxe entre célébrités.
À partir de février 2020, il fait partie du groupe de rock allemand Hellinger dont l'auteur compositeur est Frank Leichsenring, dont un seul single officiel sorti est Auf Tour. L'album est en attente de sortie ainsi que la tournée retardée due à la Covid-19[réf. nécessaire].

## Discographie

### Albums

#### Solo
- 2003: EM KAY
- 2005: So What …?! – eMKay II

#### Avec The Core
- 2011: Inner Self

#### Avec Enrichment
- 2012: EP 2012

### Singles
- 2003: Angel of Berlin
- 2003: Losing Game
- 2004: All for Love (avec Thomas Wohlfahrt, Michael Wurst et le Berliner Symphoniker)
- 2004: Hang On
- 2004: Egotrippin’
- 2005: Leaving You for Me (avec Tarja Turunen)
- 2010: My Heart Beats Pain

## Filmographie

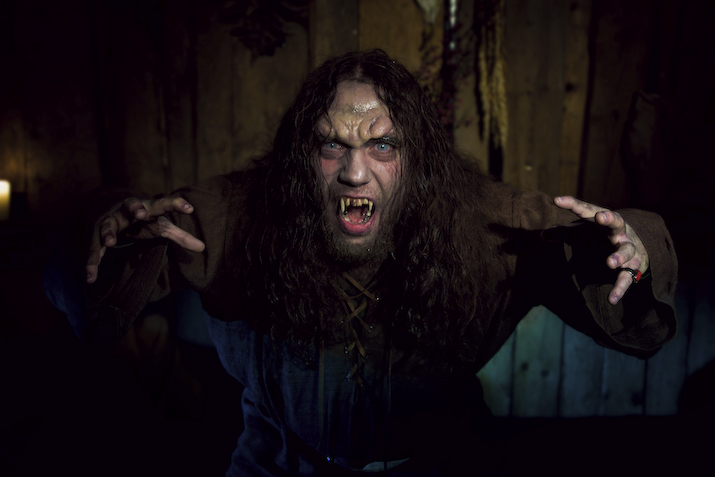
Martin Kesici en vampire

- 2008: Urban Scumbags vs. Countryside Zombies: Reanimated
- 2011: Montrak – Meister der Vampire